# 兵庫県立西脇北高等学校
兵庫県立西脇北高等学校（ひょうごけんりつ にしわききたこうとうがっこう）は、兵庫県西脇市にある公立で定時制の高等学校である。

## 設置学科
- 普通科

## 概要
午前中に授業をおこなう1部、午後に授業をおこなう2部、夜間に授業をおこなう3部の3つの課程を設置する定時制高校である。
基礎学力の定着に力を入れ、少人数授業やティームティーチング、学校設定科目の設定などをおこなっている。また授業を多く履修することにより、3年での卒業も可能となっている。

## 沿革
- 1948年 - 兵庫県立西脇工業高等学校の定時制課程として設立。
- 1949年 - 兵庫県立西脇高等学校に改称し、総合制の課程となる。
- 1966年 - 西脇市多可郡高等学校組合立（のち北播高等学校組合立）播州高等学校が開校。
- 1968年 - 兵庫県立西脇高等学校から定時制課程が独立開校。現校名となる。
- 1970年 - 播州高等学校を県立に移管し、西脇北高等学校に吸収合併。
- 1974年 - 多可分校を設置（全日制）。
- 1976年 - 多可分校が兵庫県立多可高等学校として独立。

## 交通
- 加古川線 西脇市駅 北へ約3.5km
- ウイング神姫 市役所前バス停 北へ約700m
- ウイング神姫 西脇バス停 北へ約1.5km